# Église des Carmes de Pertuis
L'église des Carmes de Pertuis est une église bâtie au XVIe siècle, après la destruction d'une ancienne église. 

## Histoire
Les Carmes s'implantent à Pertuis en 1498. Le couvent des Carmes est construit à Pertuis à la fin du XVe siècle. En 1515, une tornade détruit une partie des bâtiments, dont l'église. Elle est reconstruite de 1521 à 1535. Vendue comme bien national, lors de la Révolution française, l'église devient alors un théâtre, un établissement de machines agricoles, puis un magasin de quincaillerie, depuis la fin du XIXe siècle, jusqu'en 1999. L'ensemble des bâtiments est acheté par la Communauté du Pays d’Aix, pour l'installation d'une médiathèque municipale.
L'église fait l’objet d’une inscription au titre des monuments historiques depuis le 17 septembre 1997.